# Laurence Nowell
Laurence (ou Lawrence) Nowell est un antiquaire et cartographe anglais né en 1530 et mort vers 1570. Il fait partie des pionniers de l'étude du vieil anglais et de la littérature anglo-saxonne. Son nom reste associé au codex Nowell, un manuscrit de poésie vieil-anglaise qui comprend notamment la seule copie connue du poème Beowulf.

## Biographie
Laurence Nowell est le deuxième fils d'Alexander Nowell de Read Hall (en), dans le Lancashire, et de son épouse Grace Catherall. Ses parents s'installent vers 1540 au manoir de Woolden, à Eccles près de Manchester. Il étudie au Christ Church de l'université d'Oxford dans la première moitié des années 1550, décrochant son Bachelor of Arts en 1552.
Nowell effectue plusieurs voyages en Europe continentale sous le règne de Marie Tudor, entre 1553 et 1558. Il visite Paris, Rouen, Anvers et Louvain, puis travaille un certain temps comme précepteur à Genève avant de se rendre à Venise, Padoue et Rome. Après l'avènement d'Élisabeth Ire, il rentre en Angleterre et est élu au Parlement de 1559 comme député de Knaresborough. Il sillonne ensuite l'Angleterre et l'Irlande en compagnie d'un autre érudit, William Lambarde.
Nowell commence à étudier le vieil anglais au début des années 1560. Il s'installe au plus tard en 1563 chez le baron William Cecil, secrétaire d'État de la reine Élisabeth, qui lui confie l'éducation de son pupille Edward de Vere. Durant son séjour dans la maison que possède Cecil sur le Strand, à Londres, il produit une série de cartes, ainsi que des transcriptions et des traductions de divers manuscrits anglo-saxons.
En 1567, Nowell confie ses papiers à son ami William Lambarde et quitte l'Angleterre pour la dernière fois. Son objectif déclaré est d'améliorer sa connaissance des langues étrangères, mais il est possible qu'il ait rejoint les réseaux d'espionnage de son mécène William Cecil. Au cours des années qui suivent, il étudie successivement à Paris, puis à Vienne et enfin à Fribourg, et visite également les villes de Venise, Padoue et Bâle. Son inscription à l'université de Fribourg, en octobre 1569, constitue sa dernière trace dans les documents d'époque.

## Postérité

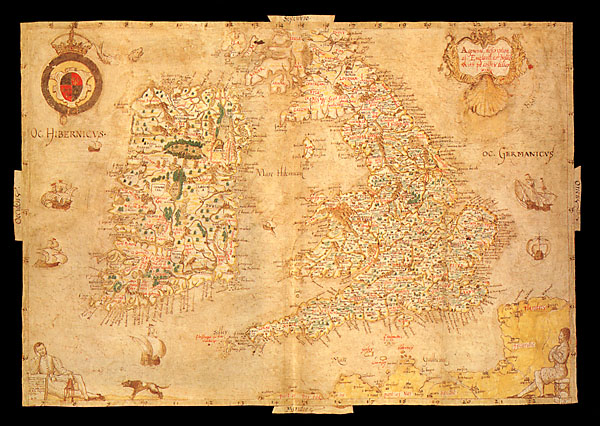
Carte de l'Angleterre et de l'Irlande dessinée par Laurence Nowell vers 1564 et annotée par William Cecil (Add MS 62540, British Library).

En 1571, alors que Laurence Nowell n'a pas donné signe de vie depuis deux ans, plusieurs plaignants, parmi lesquels trois de ses frères, s'adressent à la Court of Requests (en) pour obtenir leur part de son héritage. William Lambarde, qui fait partie des exécuteurs testamentaires nommés par Nowell avant son départ, finit par céder à leur demande, mais il conserve par-devers lui la collection de livres et de manuscrits de son ami disparu.
Nowell ne publie aucun ouvrage de son vivant, mais ses travaux sur le vieil anglais sont repris par d'autres spécialistes, en particulier son Vocabularium Saxonicum, un dictionnaire de vieil anglais compilé sous forme manuscrite. Son édition du code de lois d'Alfred le Grand est utilisée par William Lambarde dans son recueil de textes juridiques anglo-saxons Archaionomia, paru en 1568. Nowell s'intéresse surtout aux questions de droit, d'histoire et de toponymie, mais c'est à un recueil de poésie que son nom reste associé. En 1563 ou avant, il fait l'acquisition du codex Nowell, dans lequel figure la seule copie connue du poème Beowulf.
Dès le XVIIe siècle, Laurence Nowell est confondu avec son cousin germain, également nommé Laurence Nowell (en) (vers 1515-1576), qui fait carrière dans l'Église d'Angleterre et occupe successivement les postes d'archidiacre de Derby (en) et de doyen de Lichfield. Cette confusion, présente dans les écrits des historiens William Dugdale (1605-1686) et Anthony Wood (1632-1695), se retrouve encore dans la première édition du Dictionary of National Biography (1885). Elle n'est dissipée qu'avec les travaux de l'historienne Retha Warnicke (en) dans les années 1970.